# 长春水库
长春水库是中国安徽省安庆市潜山市境内的一座水库，位于皖水支流上，建于1976年。水库正常库容为1100万立方米，平均水深为22.00米，集雨面积为16平方千米，海拔为95米。